# Саи (Сумская область)
Саи (укр. Саї) — село, Саевский сельский совет, Липоводолинский район, Сумская область, Украина.
Код КОАТУУ — 5923285601. Население по переписи 2001 года составляло 817 человек.
Является административным центром Саевского сельского совета, в который, кроме того, входят сёла Антоненково, Голуби, Карпцы, Марьяновка, Нестеренки, Рудоман и Толстое.

## Географическое положение
Село Саи находится на расстоянии до 1,5 км от сёл Толстое, Куплеваха, Карпцы, Нестеренки и Антоненково. По селу протекает пересыхающий ручей с запрудой. Рядом с селом проходит газопровод Уренгой — Помары — Ужгород.

## История
- Село Саи основано в первой половине XVIII века.
- Село Саи образовано слиянием поселений Саи (Саев)[2] и Жогли (Жоглов)[3] после 1950 года

## Экономика
- Свинотоварная ферма.
- Агрофирма им. Шевченко.
- СК «Агро», ООО.
- «Кузьменко», ЧП.

## Объекты социальной сферы
- Детский сад.
- Школа.
- Музыкальная школа.
- Дом культуры.
- Музей истории.

## Достопримечательности
- Вблизи село Саи обнаружены курганные могильники.

## Саи в интернете
- Общественный форум Саивского сельсовета, Сумской области, Липоводолинского района.